# Gåsinge-Dillnäs landskommun
Gåsinge-Dillnäs landskommun var en kortlivad kommun i Södermanlands län.

## Administrativ historik
Landskommunen inrättades år 1941 genom sammanslagning av Gåsinge landskommun och Dillnäs landskommun. Samtidigt förenades också församlingarna med samma namn.
Vid kommunreformen 1952 gick kommunens område upp i Daga landskommun. Åren 1974-1991 ingick Gåsinge-Dillnäs i Nyköpings kommun, för att därefter tillhöra Gnesta kommun.

## Politik

### Mandatfördelning i valen 1942-1946
| 9 | 11 |

| 20 |

| 8 | 8 | 3 | 1 |

| 19 |